# 九峰焚烧厂
30°13′58″N 119°51′54″E / 30.23273826°N 119.86511692°E
九峰焚烧厂是中华人民共和国浙江省杭州市余杭区中泰街道的一座花园式垃圾焚烧厂，占地面积209亩。主要处理余杭区、西湖区、拱墅区的生活垃圾，每日可处理垃圾3000吨。于2017年11月投产，开放公众参观。
2014年5月，当地民众因反对建设这一焚烧厂而聚集抗议，引发警民冲突、罢市罢课罢工。政府用一年时间与民众沟通、提供补贴，于2015年4月14日在原址开工建设。